# Geradführung
Eine Geradführung oder Linearführung ist ein mechanisches Führungselement, mit dessen Hilfe ein Bauteil gegen ein anderes Bauteil (oft das Maschinengestell) auf einer Geraden bewegt werden kann (Translationsbewegung). Sie besteht aus einem stationären Teil mit der oder den Führungsachsen oder -wellen und einem beweglichen Schlitten.
Lenkergeradführungen sind Führungsgetriebe (als Sonderform des Koppelgetriebes), deren Koppel als Führungselement dient.

## Aufbau
Das Führungsprinzip wird durch drei Elemente definiert:
- Linearlager, dient der Reibungsreduktion und bietet eine möglichst spielfreie Führung
- Präzisionswelle, definiert über ihre Länge den Hub der Linearführung
- Lagergehäuse, verbindet das Lager mit dem Schlitten.

## Ausführungsbeispiele

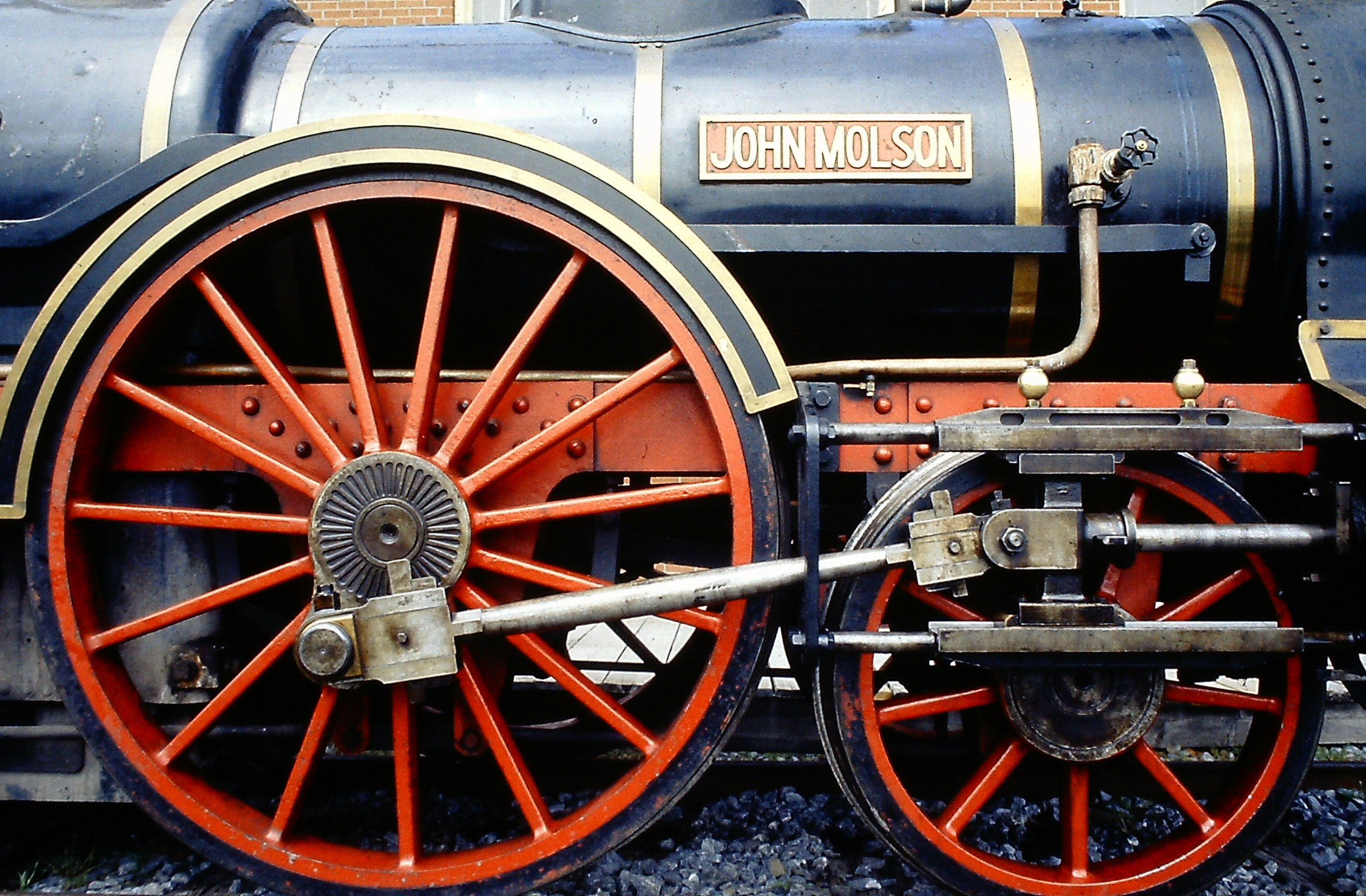
Kreuzkopf (zwischen zwei horizontalen Gleitschienen) einer Dampflokomotive
Schiebetisch (Lineartisch) einer Werkzeugmaschine mit zwei Rundstangen und Gleitbuchsen als Wellenführung
Linearschlitten einer Werkzeugmaschine mit Montageplatte, zwei Prismenbahnen und Nadel-Wälzkörper
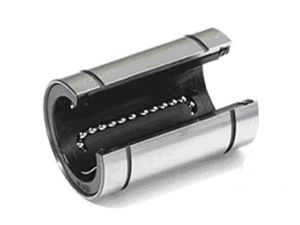
Linearkugellager als Wellenführung: Die Kugeln der Kugelumlaufbuchse werden in äußeren (nicht sichtbaren) Kanälen zurückgeführt
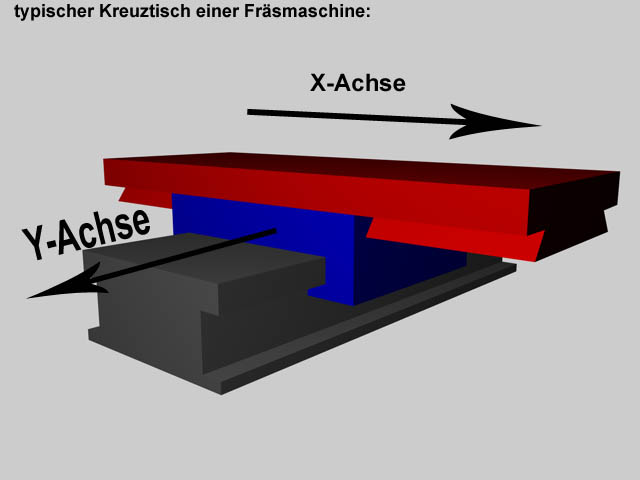
Ein Kreuztisch erlaubt eine zweiachsige Ausrichtung durch Kombination zweier Geradführungen

Die beiden ersten Abbildungen zeigen gleitende Linearlager. Im zweiten Bild sind zwei Standard-Radialgleitlager mit zwei Bewegungsfreiheiten (f=2) zu sehen; die zweite Beweglichkeit ist durch die Dopplung aufgehoben.
Die beiden letzten Abbildungen zeigen typische Linearlager mit Wälzkörpern. Der Werkzeugmaschinen-Tisch bewegt sich auf Nadel-Wälzkörpern auf auch zwei Schienen. Da Formschluss in den Prismenbahnen das Drehen verhindert, könnten prinzipiell beide Schienen zu einer vereinigt sein. Im letzten Bild ist eine Kugelumlaufbuchse gezeigt, ein die Lineartechnik kennzeichnendes Bauteil. Die Wälzkugeln bleiben in der Buchse, in der sie in separaten Kanälen zurückgeführt werden. Ein solches Linearkugellager (auch Wellenführung genannt) gewährleistet eine reibungsarme Führung.